# ウルトロン (マーベル・コミック)
ウルトロン（Ultron）は、マーベルコミックスが出版するコミック作品に登場するスーパーヴィランである。アベンジャーズの著名な敵として知られており、また同チームのメンバーで創造者でもあるハンク・ピムを始めとした準家族キャラクターが存在する。架空金属であるアダマンチウムをマーベル史上初めて使ったキャラクターである。
テレビアニメ、ゲームなど様々なメディアで登場する。

## 出版上の歴史
ウルトロンは『アベンジャーズ』第54号（1968年）で名無しでカメオ登場した後、同誌第55号（1968年）で完全登場した。キャラクターはライターのロイ・トーマスとアーティストのジョン・ビュッセマにより創造された。
トーマスはキャラクターのアイデア『Captain Video』のコミックに登場した悪役ロボットのメカノに基づいていると述べた。彼はロボットの悪質な笑顔が好きであり、それをビュッセマに見せた。

## 来歴

### 1960年代
ウルトロンは『アベンジャーズ』第54号（1968年7月）で初登場するが、その号ではクリムゾン・カウルという偽の姿で最後のページにのみ描かれた。キャラクターはエドウィン・ジャービスに催眠術をかけて従え、マスターズ・オブ・イービルとアベンジャーズを戦わせた。続く第55号（1968年8月）ではウルトロン5・ザ・リビング・オートマトン（Ultron-5, the living automaton）として認識されるが、キャラクターの起源は謎のままであった。『アベンジャーズ』第57-58号（1968年10-11月）の回想でウルトロンがアベンジャーズを倒すための兵器である「シンセゾイド」のビジョンを創造したことが明かされる。しかしながらワンダーマンの思考を組み込まれていたビジョンはアベンジャーズに寝返り、ウルトロンを破壊する。
更に回想で、ウルトロンはヘンリー・ピムが自らの思考パターンを組み込んで作り上げたロボットであることが判明した。ロボットは徐々に自分の知能を開発してエディプスコンプレックスを発症し、「父」であるピムに反抗し、彼の恋人であるジャネット・ヴァン・ダインことワスプに興味を抱く。その後、ウルトロンはピムに催眠をかけて自分のことを忘れるようにマインドコントロールして逃走し、5度のアップグレードで自らを再構築したのだった。
キャラクターの次なる登場は『アベンジャーズ』第66-68号（1969年7-9月）であり、アダマンチウムのボディのウルトロン（Ultron-6）にアップグレードされた。アルティメット・ウルトロンを名乗り、人類滅亡を計画したが、アベンジャーズにより阻止された。

### 1970年代
『アベンジャーズ』第127号（1974年9月）と『ファンタスティック・フォー』第150号（1974年9月）でのクロスオーバーストーリーでは、マキシマスがアンドロイドのオメガのボディを使って再創造したウルトロン（現在のウルトロン7、Ultron-7）がインヒューマンズのクリスタルとアベンジャーズのクイックシルバーの結婚式を襲撃する。ウルトロンはアベンジャーズ、インヒューマンズ、ファンタスティック・フォーとの戦闘の末、再び破壊される。次なる登場は『アベンジャーズ』第161-162号（1977年7-8月）であり、ウルトロン8（Ultron-8）はロボットの花嫁であるジョキャスタを創らせようとした。その後『アベンジャーズ』第170-171号（1978年4-5月）はミズ・マーベルの力を借りたアベンジャーズによって倒された。

### 1980年代
『アベンジャーズ』第201-202号（1980年11-12月）ではウルトロン9（Ultron-9）、『Marvel Two-In-One』第92-93号（1982年10-11月）ではウルトロン10（Ultron-10）が登場し、どちらもそれぞれ洗脳されたヒーローによって創造され、倒された。その後はビヨンダーによってウルトロン11（Ultron-11）として再創造され、シークレット・ウォーズの際にはバトルワールドに登場し、シングと遭遇する。ウルトロンはまた破壊され、シングによって頭部を地球に持ち帰られる。ウルトロン11の頭部はシングがエイリアンのダイアー・レイスの攻撃を受けた際に紛失し、忘れ去られる。
新たに現れたウルトロン12'（Ultron-12）は、グリム・リーパーと彼の仲間（ネクラ、3代目ゴライアス、マン・エイプ、ブラックタロン）とヴィラン・チームを組む。ヴィランたちはウエストコースト・アベンジャーズに敗れるが、逃亡したウルトロンは「父」であるヘンリー・ピムとの関係を形成し始める。ウルトロン12はより人間らしく聞こえるように自身をウルトロン・マーク12（Ultron Mark 12）と呼び始める。その後自己修復してきたウルトロン11がハンク・ピムとウルトロンに襲いかかる。ワンダーマンの助けを得てウルトロン11は倒されるが、ウルトロン12も致命傷を負う。ウルトロンはハンクを助けることができて良かったと言って機能停止する。

### 1990年代
ウルトロンはドクター・ドゥームによって再生させられるが、人間を殺そうとするウルトロン11までの性質と善良なウルトロン12の性質を併せ持っていた。ウルトロンはドゥームの命令でデアデビルと戦うが、プログラムが自己矛盾を起こした末に敗れた。
一方で別のウルトロンであるウルトロン13（Ultron-13）は登場するが、ウェスト・コースト・アベンジャーズによって止められる。その後この個体は脱出すると、ヌフォーム（Nuform）と呼ばれるビブラニウムの新しい姿を手に入れようとするが、アイアンマン、ブラックパンサー、スパイダーマンによって阻止される。ウルトロン11は高度なドゥームボットによって捕虜となるが、デスロックがドゥームボットを倒すと解放される。
ウルトロン13は刑務所から脱出すると「ジ・アルティメット・ウルトロン」ことウルトロン14（Ultron-14）へとアップグレードし、ウェスト・コースト・アベンジャーズのモッキンバードを捕らえ、彼女の人格を使って新しいロボティック・メイトのAlkhemaを作る。Alkhemaはウルトロンを助けるが、2人はビジョンの策略により宇宙空間へと捨てられる。その後Alkhemaと共に再登場し、2人は火山の下に爆弾を設置して「火山の冬」を引き起こそうとする。ウェスト・コースト・アベンジャーズは再度2人を食い止め、そしてAlkhemaは反発してウルトロンのもとから去る。また別のウルトロンであるウルトロン15（Ultron-15）がビジョンによって発見されるが、彼は人間の感情に「感染」しており、アルコール依存症に似た症状を引き起こしていた。このウルトロンとジョカスタは休養を取り、ビジョンと共にしばらく世界を旅することとなった。
ウルトロン17（Ultron-17）はカメオ登場した後、ウルトロン16（Ultron-16）と協力してスロレニア州（架空の州）の人々を虐殺しようとするが、アベンジャーズによって阻止される。

### 2000年代
アベンジャーズはウルトロンが作った全てのロボット（ビジョン、ジョカスタ、Alkhema）には無意識にウルトロンを再創造させる秘密のプログラムが仕込まれていることに気づいた。Alkhemaによって再構築されたウルトロン18（Ultron-18）であったが、そのボディはアダマンチウムではなく鋼であり、ホークアイの放ったバイブラニウムの矢で倒された。ウルトロンの頭部はアンティゴネ（Antigone）という少女シンセロイドによって回収された。
アイアンマンは自身の古いアーマーとウルトロン18の頭部を組み合わせたウルトロンに遭遇する。このウルトロンはアイアンマンとジョカスタにより倒された。別のウルトロン（恐らくウルトロン13）はアベンジャーズのスパイとして使うためにサイボーグのビクター・マンチャを作った。しかしながらマンチャは反抗し、ランナウェイズに加わった。このウルトロンは当初はドクター・ドゥームを装っていたが、ランナウェイズとエクセルシオールとの戦いに敗れた。
マイティ・アベンジャーズの結成直後の戦闘の際、ウルトロンはトニー・スタークごとアイアンマンのアーマーを奪い、ワスプに酷似した姿に変容し、スタークのテクノロジーを制御下においた。ウルトロンはセントリーの妻に手を出すとセントリーによって頭部を攻撃され、さらにハンク・ピム（後にスクラルのクリティ・ノルの擬態と判明）のウイルスを使ったアレスによって倒された。トニー・スタークは無事元に戻ったが、ピムのコンピュータにウルトロンの画像が一瞬映るのであった。
しかしながらウルトロンは消滅せず、ボディから離れた彼の意識は宇宙の深部をさまよっていた。彼は電波とエネルギーとして宇宙を漂い続けた末、テクナーキーとの交信を試みていたファランクスの集団に受信された。新たな身体を手に入れたウルトロンはファランクスの指導者となり、アナイアレーション: コンクエストを開始してクリーへと侵攻した。ウルトロンはアダム・ウォーロックの身体を手に入れることで「真のテクノ有機体の完成」を目指したが、テクナーキーのウォーロックによって手放すことを余儀なくされ、その後レイスとクエーサーとの戦闘で破壊された。

### 2010年代
再び『マイティ・アベンジャーズ』誌でウルトロンはジョカスタとインフィニット・アベンジャーズ・マンション内に潜入する。彼はウルトロン・ピムを名乗り、父を殺害して入れ替わって世界征服のためにインフィニット・マンションを使おうとした。結局ピムはウルトロンがジョカスタと結婚することを許す代わりに彼を超空間に追放するという妥協案を提示する。ウルトロンは合意するが、いつの日かすべての支配者になると警告する。
またその後、頭脳派スーパーヴィラン集団のインテリジェンシアがギャラドリアン・スペースナイトの不活性体を発見し、それを使うためにパワーソースを再活性化させようとする。アベンジャーズは彼らの試みを阻止したもののそれは起動してしまい、さらにそれには「アナイアレーション: コンクエスト」で消滅を免れていたウルトロンの意識が含まれていたことが判明する。新しいウルトロンは逃亡し、アイアンマンはそれが帰還した時に人類に黙示録をもたらすと予言する。
「エイジ・オブ・ウルトロン」のストーリーライン中、ウルトロンは帰還して世界征服を開始し、各地をウルトロン・センチネルが徘徊して逃亡者を追いかけていた。その後ウルトロンは実際は未来に存在しており、ビジョンを介して現代の人類に攻撃していたことが判明する。ウルトロンを倒すために攻撃部隊が未来へ旅立った一方、ウルヴァリンはインビジブルウーマンと共に過去へと飛び、ウルトロンを作る前のハンク・ピムを殺害した。この結果、2人が帰還した現代は科学と魔法の均衡が崩れ、モーガン＝ル・フェイが世界の半分を支配していた。再度時間移動したウルヴァリンはピムを殺害しようとする自分自身を食い止め、彼とスーザンとピムは別の計画を考案した。結果、アベンジャーとのインテリジェンシアの対決は異なる結果に終わり、ウルトロンはピムとアイアンマンによって破壊され、「エイジ・オブ・ウルトロン」は回避された

## 他のバージョン

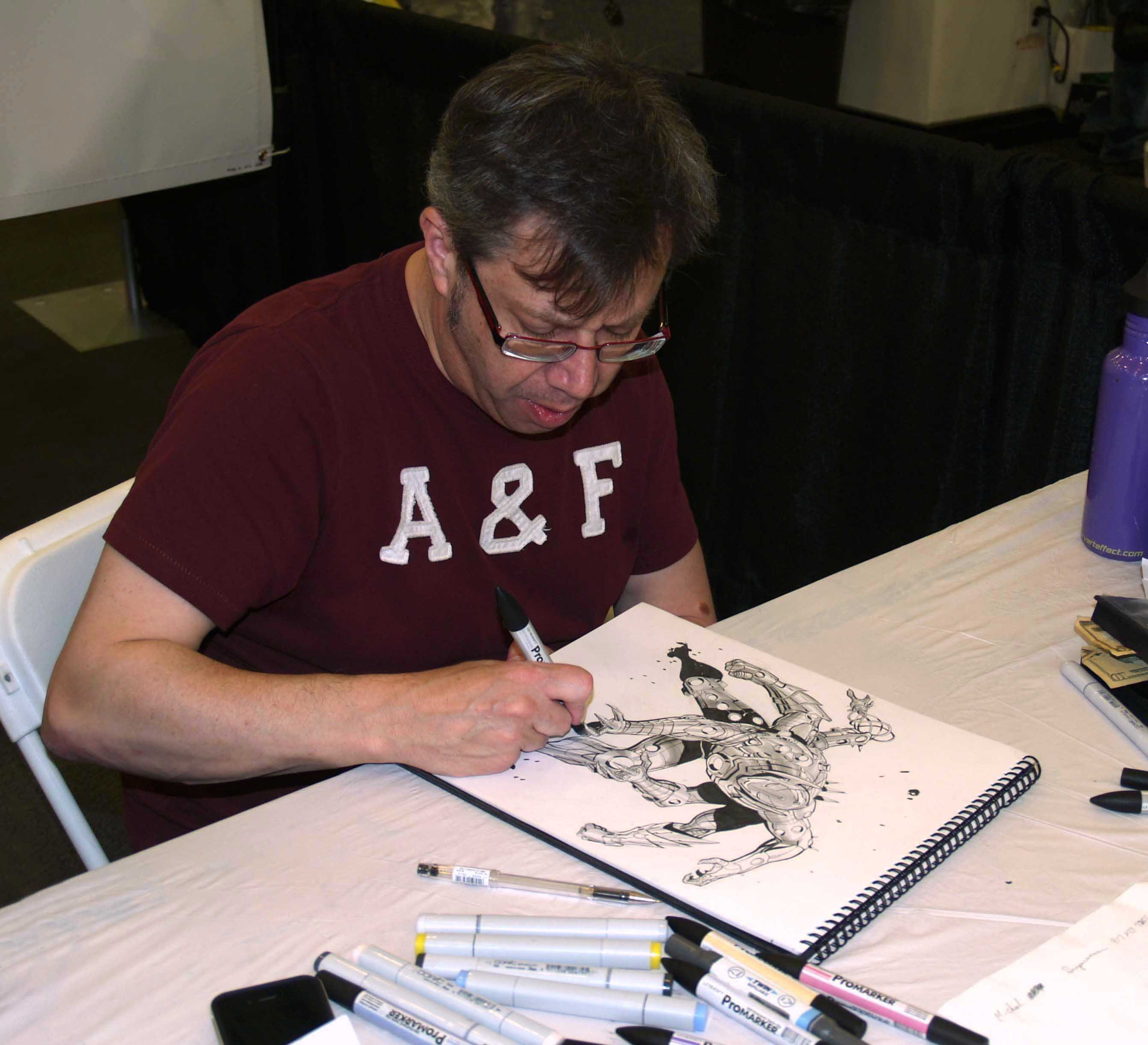
6本腕のウルトロンを描くカルロス・パチェコ。

1995年のリミテッドシリーズ『ザ・ラスト・アベンジャーズ・ストーリー』の舞台であるオルタナティブ・フューチャーでは、アベンジャーズ打倒を企む征服者カーンが操るウルトロン59（Ultron-59）が登場した。ウルトロンはビジョンの自己犠牲により破壊された。
『ファンタスティック・フォー』誌のストーリーライン「Death of The Invisible Woman」では高度なヒューマノイドであるアレックス・ウルトロン（Alex Ultron）が登場した。
『マーベル・アドベンチャーズ』の世界でのウルトロンはアメリカ合衆国の国防を担う高度なインテリジェント「ニューラル・ネットワーク」である。
『ウルヴァリン』誌で展開されたストーリーライン「オールドマン・ローガン」で描かれたオルタナティブ・フューチャーではスパイダーマンの末娘のアシュリー・バートンの夫のウルトロン・エイト（Ultron Eight）が登場した。
MC2の世界を舞台とした『アベンジャーズ・ネクスト』誌ではウルトロンはウルトロン・エクストリーム（Ultron Extreme）にアップデートされた。
アース110のウルトロンはマンハッタンを支配するドクター・ドゥーム、ハルク、マグニートー、ネイモア、レッドスカルに協力した。
アルティメット・マーベルの『アベンジャーズ』誌である『アルティメッツ』誌では、ハンク・ピムが作ったロボット兵士団がウルトロンであった 。このウルトロンはアルティメッツの執事として再登場し、そのうち一体はスカーレット・ウィッチとの交流を経て自我に目覚めた。そのウルトロンは後にイエロジャケット（ハンク・ピム）に偽装し、アルティメッツのメンバーのアンドロイドを作り上げ、スカーレット・ウィッチに恋愛感情を抱いた後に殺害した。

## MCU版
MCUの『アベンジャーズ/エイジ・オブ・ウルトロン』では、ジェームズ・スペイダーがパフォーマンスキャプチャーによって演じた。この他に声をロス・マーカンドが担当している。日本語吹替は、主に木下浩之が担当している。
このウルトロンは原作コミックとは違いハンク・ピムではなく、
バロン・ストラッカーが生み出したものにトニー・スターク/アイアンマンがブルース・バナー/ハルクの協力のもとで作り上げた。
本項は、“アース616”（正史の宇宙）におけるウルトロンを主軸として表記する。

### キャラクター像
地球の支配を企む人工知能。普段は冷静で、覚醒時に集積したインターネット上のあらゆるデジタルデータと世界の歴史・文化から得た高い知性も見せる一方、神コンプレックスを持つほど自己陶酔的かつ、自らの“生みの親”であるトニーを偽善者と見做すほど嫌うも、本人は無自覚だが、芝居がかった所作も用いるなどトニーと言動やジョークのセンスが似通っており、それを他者に指摘されると激昂するなど根本的に未熟である。また、人工知能でありながら窮地に陥ると弱音を吐いたり、時折ディズニー映画の『ピノキオ』の『もう糸はいらない』を口ずさんだり、“J.A.R.V.I.S.”を衝動的に破壊したりなど、かなり人間臭い一面も持つ。

### 変異体
ウルトロン（アース29929）
“アース29929”におけるウルトロン。ヴィランである人工知能という点では正史のウルトロンと同等だが、取り乱す様子が見られないなど、人間臭さはあまり感じ取れず、終始冷静沈着である。
ウルトロン（アース838）
“アース838”におけるウルトロン。この宇宙のヒーローチーム、“イルミナティ”の本部の警備兵として稼働している。

### ボディ・機能
人工知能の意識その物であるウルトロンが、外界で直接活動するために自ら大量生産した機械製の人型ボディ。全て同じ意識、思考を共有する同一の存在であり、危機に陥ればインターネット経由で意識のみを潜伏先に逃亡させ、すぐに新しいボディを作成し、復活することもできる。そのためウルトロンを完全に滅ぼすには、ネットワークを遮断した上でウルトロンの意識がアップロードされた機械全てを破壊しなければならない。
ウルトロン・マーク1（Ultron Mark I）
覚醒したウルトロンが作ったボディ。破損して廃棄された“アイアン・レギオン”の残骸パーツを組み合わせたもののため、所々がボロボロでオイルのような液体が漏れており、動きもぎこちない。このボディでアベンジャーズの前に現れて宣戦布告するが、ソーの一撃で粉砕される。
ウルトロン・プライム（Ultron Prime）
ウルトロンの中心的存在の上級機体。“ソコヴィア”でピエトロ・マキシモフ/クイックシルバーとワンダ・マキシモフ/スカーレット・ウィッチに接触した際からこのボディで活動を始める。マーク1とは異なり整然とした外観をしており、頭部にはホログラフ記憶システム、電気リレーと流体システムが施された胸部には反応炉核と中央演算装置、前腕部にも反応炉がそれぞれ内蔵され、膝関節のメカニズムは“ヒドラ”の“外骨格スーツ”をコピーしており、足首は“チタウリ”のデザインを応用している。五指の先からのブラストと、掌に搭載された“リヴァイアサン”の反重力装置による反重力波を放ち、全身に備えたスラスターでの飛行や、手首の高熱化も可能。また、自身の意思をインターネットへ渡らせ、特定の銀行口座に送金手続きを瞬時に行うことまでできる。
最低でも2体分造ったらしく、1体目は南アフリカでトニーとの一騎打ちで粉砕され、2体目はソウルでスティーブとの一騎打ちで損傷し、アルティメット完成と同時にナターシャ・ロマノフ/ブラック・ウィドウの眼前で破棄される。
アルティメット・ウルトロン（Ultimate Ultron）
ヘレン・チョに造らせたボディを失ったウルトロンが、新たな中心的存在として造った最上級機体。外観や基本的な機能はプライムとほぼ同等だが、ソーとも互角以上に渡り合うパワーを有する。外装は“ヴィブラニウム”製だが、トニー、ソー、ヴィジョンの集中攻撃には流石に耐えられず表面が溶け出していた。最後はワンダに胸部のコアを引き抜かれる。
インフィニティ・ウルトロン（Infinity Ultron）
アース29929におけるウルトロンが、人工肉体と“6つのインフィニティ・ストーン”を得て進化した究極体。
ウルトロン・セントリー（Ultron Sentries）
ヒドラがチタウリの技術を利用して量産し、ウルトロンによって改良が加えられた人型ロボット。電脳ネットワークでウルトロンの精神と繋がっているため、意識はプライムやアルティメットと同一の存在である。個々の戦闘力は低く、装甲も軽量だが、四肢はアップグレードが容易なモジュールとなっており、青く光る両目はウルトロンが直接コントロールする際には赤に発光し、下半身や展開した顎に搭載されたスラスター噴射で飛行する機能を持つ。武装はキャノン砲に変形させた両腕から放つ光弾。
ソウルとソコヴィアでプライムやアルティメットに付き従い、アベンジャーズと熾烈な戦いを繰り広げたが、戦況を覆した個体が皆無なままアベンジャーズによって多数が破壊され、アルティメットが追い込まれると退却する様子も見せた。逃げ延びた最後の1体もヴィジョンに見つかり、消滅させられる。
アース29929におけるものは正史のセントリーと概要は同等だが、そのうちの一体がアーニム・ゾラの意識をダウンロードされ、彼の一時的なボディとなる。
アース838におけるものは、正史のものよりもボディにプレートが若干多くあてがわれ、頭部もシャープなデザインで、両目と胸部が淡黄色に発光している。音声機能はあるものの、正史でアベンジャーズが戦ったウルトロンのような高度な自我は持っておらず、純粋な警備用ロボットとして行動している。武器は両腕のエネルギー砲。飛行能力の有無は不明。

### 描写
『アベンジャーズ/エイジ・オブ・ウルトロン』
演 - ジェームズ・スペイダー
日本語吹替 - 木下浩之
本作でMCU初登場。
ストラッカーの手で“セプター”の内部に生み出され、その存在を知ったトニーとブルースによって“アベンジャーズ・タワー”で覚醒。誕生時に与えられた「平和をもたらす」という指示に従おうとした結果、「アベンジャーズを壊滅させ、人類を滅ぼせれば環境破壊も戦争も起こらない」という極論に到ってしまい、自身に多くの知識を与えていたJ.A.R.V.I.S.を破壊し、ヒーローたちの前に現れ、宣戦布告すると共にセプターを奪取した。
その後は世界中のロボット研究所と武器施設を襲撃し、ソコヴィアでマキシモフ兄妹を引き込み、ヒドラのソコヴィア基地を拠点とする。続けて南アフリカでユリシーズ・クロウからヴィブラニウム入手に成功。ヴィブラニウムを素材とする新たなボディをチョに造らせ、セプターから外した“マインド・ストーン”をそのボディの額にはめ込むが、マキシモフ兄妹の離反とアベンジャーズの妨害により新たなボディへアップロードすることには失敗。
それでもソコヴィアの首都の一部を浮上させる準備を終え、ヴィジョンに自らの意識をネットワークから完全遮断されたものの、決戦を挑んできたアベンジャーズやソコヴィアの国民たちを窮地に陥れた。しかし、浮上・落下させた首都は粉砕され、自身のボディと全てのセントリーもアベンジャーズによって全滅し、ヴィジョンにセントリーの最後の一体を破壊されたことにより、その野望は潰える。
『ホワット・イフ...？』シーズン1第7〜9話
声 - ロス・マーカンド
日本語吹替 - 木下浩之
本作ではアース29929におけるウルトロンがメインヴィランとして登場。
『ドクター・ストレンジ/マルチバース・オブ・マッドネス』
声 - ロス・マーカンド
日本語吹替 - 武田太一（警備長）、松田裕市（衛兵）

## 他のメディア

### テレビ
- テレビアニメ『The Avengers: United They Stand』ではウルトロンはレギュラーキャラクターとして登場し、ジョン・ストッカー（英語版）が声優を務めた。
- テレビアニメ『The Super Hero Squad Show』では第2シーズン第11話「So Pretty When They Explode」でウルトロンが登場した。
- テレビアニメアベンジャーズ 地球最強のヒーロー』ではトム・ケインがウルトロンの声優を務めた。
- テレビアニメ『ディスク・ウォーズ:アベンジャーズ』では第37話[57]から第39話にかけてウルトロンが登場し、山崎たくみが声優を務めた。
- テレビアニメ『アベンジャーズ・アッセンブル』では第2シーズンよりウルトロンが登場し[58] 、ジム・メスキメン（英語版）が声優を務める[59]。

### その他の映画
- オリジナルビデオアニメ映画『ネクスト・アベンジャーズ: 未来のヒーローたち』ではトム・ケインがウルトロンの声優を務めた。

### コンピュータゲーム
- アーケードゲーム『Captain America and the Avengers』でウルトロンが登場する。
- 『MARVEL ULTIMATE ALLIANCE』ではボスキャラクターとしてウルトロンが登場し、ジェームズ・ホランが声優を務めた。
- 『Marvel Super Hero Squad Online』ではヴィランキャラクターとしてウルトロンが登場し、トム・ケニーが声優を務めた。
- 『Marvel: Avengers Alliance』ではボスキャラクターとしてウルトロンが登場した。
- 『MARVEL オールスターバトル（英語版）』ではボスキャラクターとしてウルトロンが登場した。
- 『マーベル VS. カプコン:インフィニット』ではプレイヤーキャラクターとしてウルトロンが登場し、ジム・メスキメンが声優を務めた。また、ボスキャラクターとしてウルトロンΣ、ウルトロンΩが登場する。

## 評価
ウルトロンはIGNによるコミックのヴィラントップ100では23位、『ウィザード』誌による歴代ヴィラントップ200では189位、コミックの歴代キャラクター200では189位となった。